# Шумадийско-войводински говор
Шумадийско-войводинският говор е диалект на сръбския език, част от щокавските говори и основа на сръбската книжовна норма. Разпространен е в северната част на Сърбия, включително в Шумадия, Войводина и Белград.